# Jakub Kiwior
Jakub Piotr Kiwior (Tychy, 15 de fevereiro de 2000) é um futebolista polonês que joga como zagueiro e lateral-esquerdo. Atualmente joga pelo Arsenal.

## Carreira no clube

### FK Železiarne Podbrezová
Kiwior fez sua estreia na Fortuna Liga pelo Železiarne Podbrezová contra o Nitra em 16 de fevereiro de 2019. Kiwior jogou os 90 minutos a vitória por 3–1.

### MŠK Žilina
Em agosto de 2019, foi anunciada a transferência de Kiwior para MŠK Žilina. Ele fez sua estreia em 10 de agosto de 2019, durante uma partida fora de casa contra o Ružomberok.
Mais de um mês depois, em sua segunda partida, Kiwior havia estreado como titular contra o ViOn Zlaté Moravce.
Durante a temporada, ele também fez aparições esporádicas pelos reservas competindo na 2. Liga.

### Spezia Calcio
Em 31 de agosto de 2021, Kiwior assinou com o Spezia.

### Arsenal
Em 23 de janeiro de 2023 assinou com o Arsenal.

## Carreira internacional
Kiwior fez sua estreia como titular da Polônia contra a Holanda no empate por 2–2 Liga das Nações da UEFA A de 2022–23 fora de casa em 11 de junho de 2022.

## Títulos
Arsenal
- Supercopa da Inglaterra: 2023